# Joffrey Michel
Joffrey Michel (Arle, 4 de març del 1987) és un jugador de rugbi que juga a l'equip català de l'USA Perpinyà (1,83 m per a 86 kg).

## Carrera
- USAP

## Palmarès
- Campionat de França de rugbi a 15 2009 amb l'USAP
- Finalista del Campionat de França de rugbi a 15 2010 amb l'USAP.